# Triumph 1500
La 1500 è un'autovettura prodotta dalla Triumph dal 1970 al 1973. Dal 1973 al 1976 fu invece prodotta una sua evoluzione, la 1500TC.

## La 1500
La prima 1500 fu un piccolo modello a trazione anteriore che sostituì la Triumph 1300. I due modelli si assomigliavano, anche se la 1500 fu dotata di un nuovo frontale, di doppi fanali anteriori e di una parte posteriore allungata. Anche gli interni furono rivisti. La 1500 era però dotata di un motore a quattro cilindri in linea e valvole in testa più grande. La sua cilindrata  era infatti di 1.493 cm³. Esso erogava 61 CV di potenza ed era dotato di un singolo carburatore SU. Le sospensioni erano a molle elicoidali sulle quattro ruote, ma solo quelle anteriori erano indipendenti. Il retrotreno incorporava invece un assale portante. Questa soluzione fu un passo indietro rispetto alle sospensioni interamente indipendenti che erano disponibili sulla 1300. La 1500 fu offerta con solo tipo di carrozzeria, berlina quattro porte. Il cambio era manuale a quattro rapporti.
Nel 1972 la potenza erogata crebbe a 65 CV grazie all'installazione di un carburatore aggiornato e di nuovi collettori di aspirazione. La 1500 era in grado di raggiungere una velocità massima di 140 km/h, ed aveva un'accelerazione da 0 a 97 km/h di 16,5 secondi.

## 1500TC

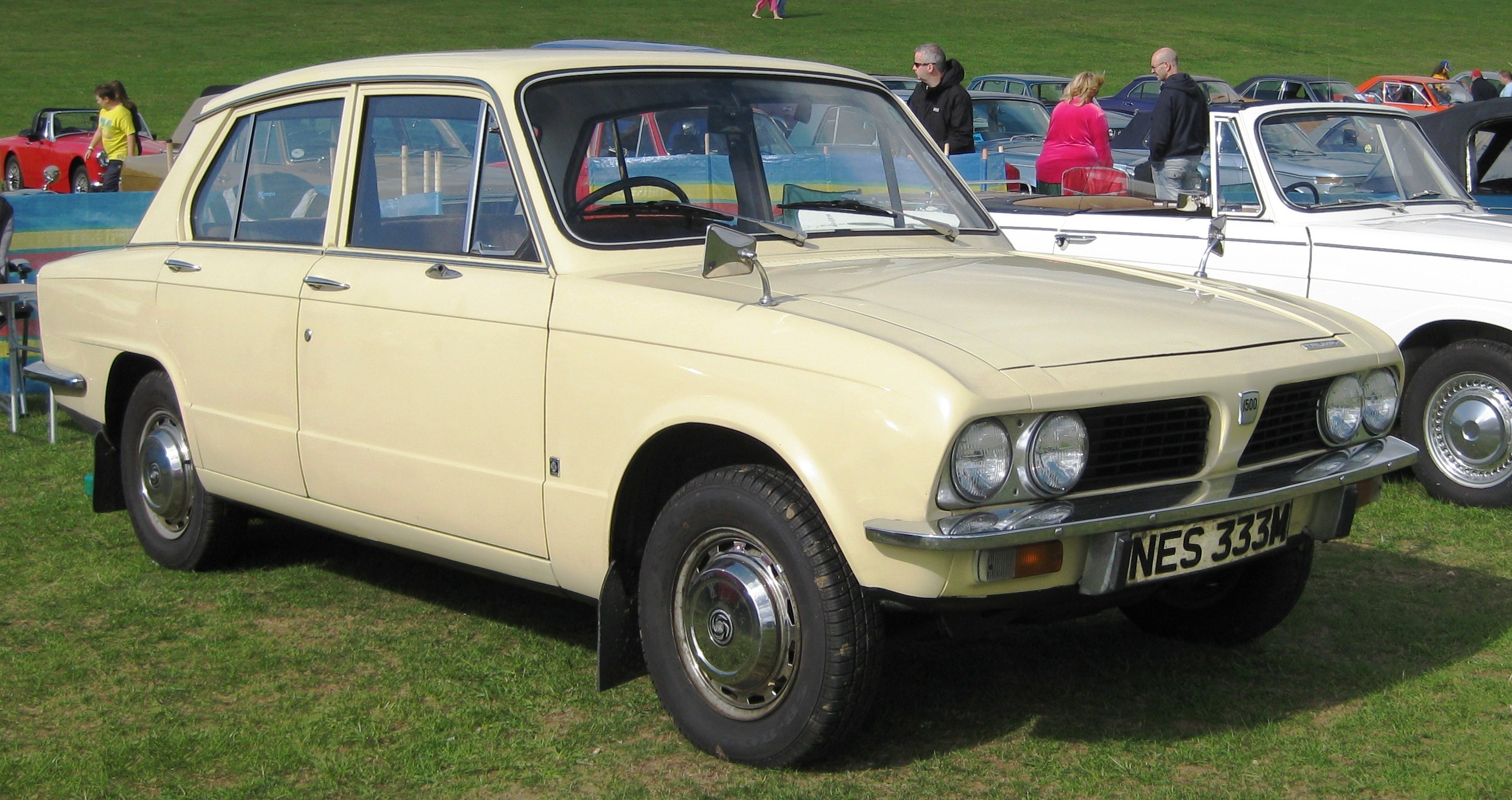
Triumph 1500TC del 1973

Nell'ottobre 1973 la 1500 è stata sostituita dalla 1500TC. Questo nuovo modello mantenne il motore da 1.493 cm³ della 1500, anche se su quest'ultimo vennero montati due carburatori SU. La 1500TC, a differenza del modello antenato, era a trazione posteriore. Il suo gruppo motopropulsore derivava da quello della Triumph Dolomite, da poco introdotta. Gli interni e la linea rimasero pressoché immutati. Era offerto tra gli optional il tettuccio apribile. Anche la 1500TC fu offerta con solo tipo di carrozzeria, berlina quattro porte. Il cambio era anche in questo caso manuale a quattro rapporti.
La 1500TC è stata sostituita dalla Dolomite 1500/1500HL nel marzo del 1976 quando la gamma del modello successore fu razionalizzata. Il modello aveva una velocità massima di 148 km/h, ed aveva un'accelerazione da 0 a 97 km/h di 14 secondi.

## La produzione
Gli esemplari prodotti della 1500 furono 66.353, mentre quelli della 1500TC furono 25.549, per un totale di 91.902 unità.